# Mils
Pour les articles homonymes, voir Mils (homonymie).
Mils est une commune autrichienne du district d'Innsbruck-Land dans le Tyrol.

## Histoire